# Gościnka
Gościnka – struga w woj. zachodniopomorskim, w powiecie kołobrzeskim, lewy dopływ Parsęty, który przepływa przez Gościno. Powierzchnia zlewni Gościnki obejmuje 50 km².
Źródło Gościnki znajduje się między Gościnkiem a Robuniem, który struga omija po wschodniej stronie miejscowości. Następnie płynie w kierunku północno-zachodnim. Przed Myślinem zakręca na zachód, by przepłynąć przez tę miejscowość. W Myślinie od lewego brzegu do Gościnki wpada dopływ spod Karkowa. Dalej meandruje na północ przy wsi Gościno-Dwór oraz wschodniej części miasta Gościno, gdzie jest spiętrzona i tworzy niewielkie rozlewisko; następnie zaczyna biec bardziej na północny wschód. Uchodzi do Parsęty na obszarze między Lubkowicami a Świelubiem.
W 2008 r. przeprowadzono badania jakości wód Gościnki w punkcie ujścia do Parsęty. W ich wyniku oceniono elementy fizykochemiczne poniżej stanu dobrego, elementy biologiczne określono na I klasy, a stan ekologiczny na umiarkowany. W ogólnej dwustopniowej ocenie stwierdzono zły stan wód Gościnki.
Nazwę Gościnka wprowadzono urzędowo w 1948 roku.